# ミヤビヤ

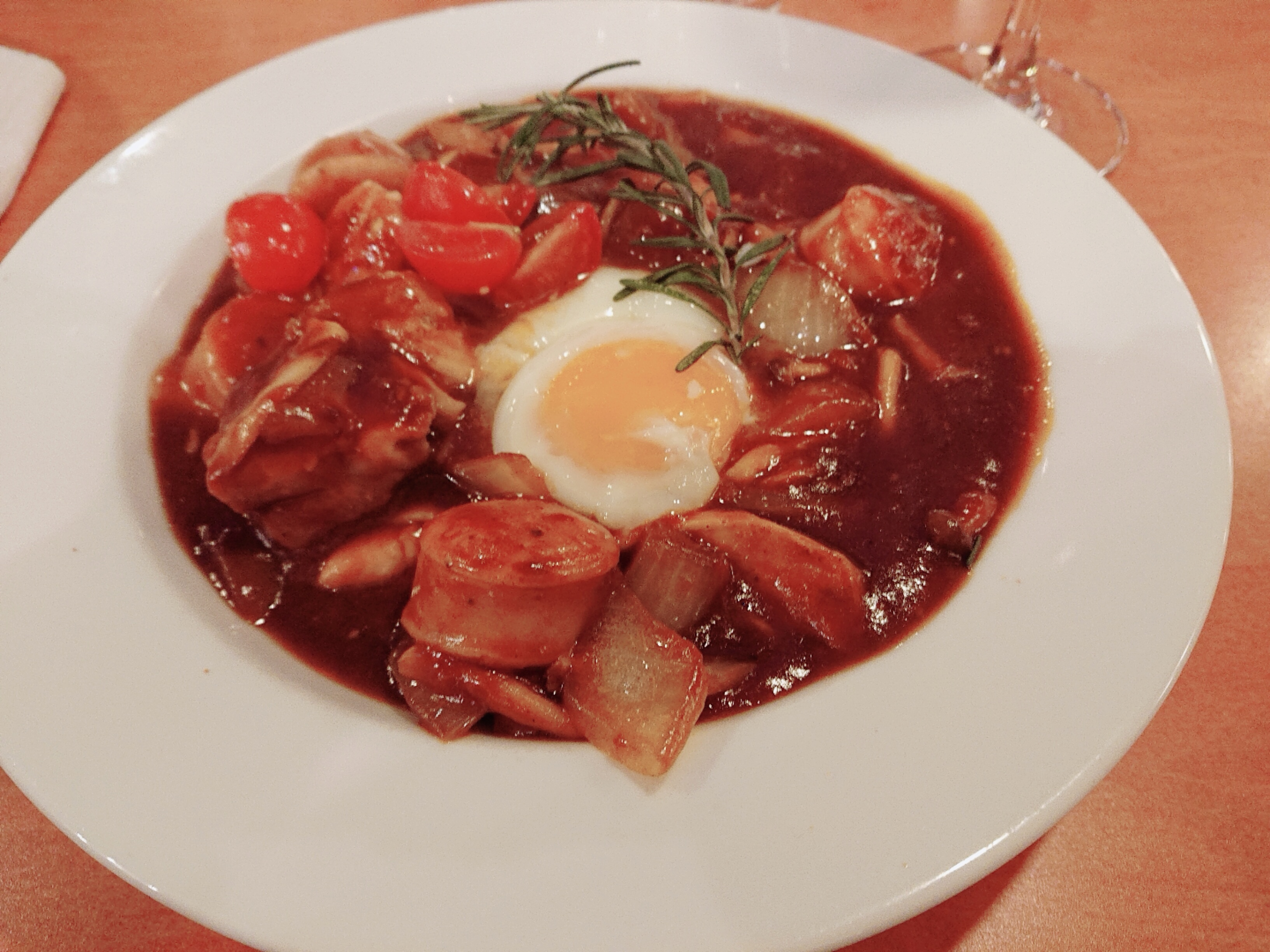
アランチャが提供する円頓寺ミヤビヤ

ミヤビヤ（メアベア、ミヤベヤとも）とは、ドミグラスソースで鶏肉などを煮込んだ料理。

## 概要
東海地方のレストランなどで提供される。レシピは店によって異なるがドミグラスソース、もしくはケチャップでタマネギやシイタケを炒め煮し、鶏肉あるいはエビを加えて最後に鶏卵（生のままや目玉焼きの状態で）を乗せる。発祥や名前の由来は不明だが、一説にはジャコモ・マイアベーアが客に振舞ったことから名付けられたフランス料理「マイアベーア」が原型で、名前は「マイアベーア（Meyerbeer）」を日本語読みしたとも考えられている。
いつ頃から存在したかについても不明だが、2015年（平成27年）時点でミヤビヤを提供していたのは以下の4店のみであった。
- 岐阜県岐阜市 あじろ亭（1907年（明治40年）創業）
- 愛知県名古屋市 勝利亭（1909年（明治42年）創業、2019年（令和元年）閉店（後述））
- 三重県津市 中津軒（1911年（明治44年）創業） - 名前は「メアベア」[2]
- 愛知県知多郡武豊町 享楽亭（1912年（大正元年）創業）

いずれも2015年時点で創業100年を超える老舗洋食店で、このうち享楽亭に残されたミヤビヤを含むレシピ帳には「大正10年」と記されている。
2019年（令和元年）5月31日には当時名古屋市内で最古の洋食店だった勝利亭が閉店したことで、ミヤビヤを提供する店舗は一時3店舗まで減少した。勝利亭の閉店で名古屋市内でミヤビヤを提供する店はなくなったため、大竹敏之が発起人となり勝利亭と隣接する円頓寺商店街全体で「円頓寺ミヤビヤ」として継承することが提案され、賛同した商店街の9店舗のうち5店舗が2019年8月頃から提供を始めた。またそれとは別に、かつて「ミヤベヤ」の名前で提供していた愛知県津島市の店でもレシピが再現され、2020年7月頃から提供を再開した。